# Fotogrammi d'argento 1987
La 37ª edizione dei Fotogrammi d'argento, assegnati dalla rivista spagnola di cinema Fotogramas, si è svolta il 17 febbraio 1987.

## Premi e candidature

### Miglior film spagnolo
- La metà del cielo (La mitad del cielo), regia di Manuel Gutiérrez Aragón

### Miglior film straniero
- Velluto blu (Blue Velvet), regia di David Lynch  ·   Stati Uniti

### Fotogrammi d'onore
- Rafaela Aparicio

### Miglior attrice cinematografica
- Ángela Molina - La metà del cielo (La mitad del cielo), Lola e El río de oro
- Victoria Abril - Tiempo de silencio
- Chus Lampreave - L'anno delle luci (El año de las luces) e Matador
- Carmen Maura - Tata Mia e Matador
- Maribel Verdú - L'anno delle luci (El año de las luces) e 27 horas

### Miglior attore cinematografico
- Fernando Fernán Gómez - Mambrú se fue a la guerra, Il viaggio in nessun luogo (El viaje a ninguna parte), La metà del cielo (La mitad del cielo) e Delirio d'amore (Delirios de amor)
- Juan Diego - Dragon Rápide e Il viaggio in nessun luogo (El viaje a ninguna parte)
- Nacho Martínez - Matador e La metà del cielo (La mitad del cielo)
- Jorge Sanz - L'anno delle luci (El año de las luces) e Mambrú se fue a la guerra
- Francisco Rabal - El disputado voto del señor Cayo e El hermano bastardo de Dios

### Miglior interprete televisivo
- Juan Echanove - Turno de oficio
- Carmen Elias - Turno de oficio
- Juan Luis Galiardo - Turno de oficio
- Javier Gurruchaga - La bola de cristal
- Amparo Larrañaga - Media naranja

### Miglior interprete teatrale
- Julieta Serrano - La senyora de sade
- Dagoll Dagom - El mikado
- Juanjo Puigcorbé - Per un si o per un no
- Tricicle - Slantic
- Concha Velasco - ¡Mamá, quiero ser artista!